# Angélica (órgano)
La angélica es un tipo de órgano de pequeñas dimensiones. Fue un instrumento de uso muy popular en Alemania durante el siglo XVII, al parecer ideado en la localidad germana de Mühlhausen por un constructor llamado Ratz.
Existe un instrumento de cuerda pulsada que también se llama Angélica y se asemeja a una tiorba. Véase Angélica (instrumento).